# The Wire (5.ª temporada)
A quinta e última temporada da série de televisão The Wire começou a ser exibida nos Estados Unidos em 6 de janeiro de 2008 e foi concluída em 9 de março de 2008, sendo a temporada mais curta do programa, com 10 episódios. A série introduziu uma versão fictícia da redação do Baltimore Sun, enquanto continuava a seguir o departamento de polícia de Baltimore e a prefeitura, e o sindicato do crime de Stanfield .
A quinta temporada foi ao ar aos domingos às 21:00h nos Estados Unidos. A temporada foi lançada em DVD como uma caixa de quatro discos sob o título de The Wire: The Complete Fifth Season em 12 de agosto de 2008 pela HBO Video.

## Produção
A HBO anunciou em 12 de setembro de 2006 que uma quinta e última temporada composta por 13 episódios — mas posteriormente reduzida para dez — havia sido encomendada. A produção da 5ª temporada começou oficialmente em 30 de abril de 2007. As filmagens terminaram na manhã de 1 de setembro de 2007 e o primeiro episódio foi ao ar em 6 de janeiro de 2008.
Numa entrevista à Slate em 1 de dezembro de 2006, David Simon disse que a 5ª temporada seria sobre a mídia e o consumo de mídia. Um foco principal seria o jornalismo, que seria dramatizado por meio de um jornal modelado após o The Baltimore Sun. O tema, segundo Simon, trataria de "quais histórias são contadas e quais não são e por que as coisas permanecem as mesmas".
Questões como a busca pelo lucro, a diminuição do número de repórteres e o fim da aspiração à qualidade das notícias seriam abordadas, juntamente com o tema da falta de moradia. Na mesma entrevista, Simon indicou que nenhum outro tema parecia substancial o suficiente para justificar uma sexta temporada, exceto possivelmente o grande influxo de latinos em Baltimore. Ele observou, no entanto, que, como nenhum escritor do programa falava espanhol ou tinha qualquer conhecimento íntimo da população latina da cidade, o trabalho de campo seria muito complicado.
No evento Night at the Wire em 9 de junho de 2007, Simon afirmou que o detetive Sydnor é o único personagem que permanece moralmente limpo até o final do show, mas não completamente, pois "afinal, isto é The Wire ." Ele também deu a entender que o prefeito Carcetti pode concorrer a governador.
A série continuou o exame do programa sobre a desvalorização da vida humana e a disfunção institucional. O aumento do escopo da temporada para incluir a mídia permitiu que esse tema fosse explorado por meio de um exame das "pessoas que deveriam estar monitorando tudo isso e soando o alarme - os jornalistas". Em particular, Simon falou sobre a desvalorização do repórter em termos de redução de pessoal do jornal e da expectativa da administração de fazer "mais com menos" quando afirma que, na realidade, você só pode fazer "menos com menos".
O realismo da série foi mantido principalmente por meio do diálogo preciso e do uso de gírias contemporâneas. David Simonexpandiu ainda mais o conteúdo temático da quinta temporada em uma entrevista ao Fancast/Inside TV. O crítico David Zurawik viu o tema unificador da temporada como "mentiras públicas e privadas", particularmente aquelas perpetuadas pela mídia e contadas por Jimmy McNulty em protesto contra cortes no departamento de polícia. O escritor do TV Guide Matt Roush também viu as mentiras como tema central e o caracterizou como "profunda e sombriamente irônico".

### Promoção
Uma prévia da 5ª temporada de The Wire foi ao ar na HBO em 28 de outubro de 2007 e posteriormente disponibilizada no YouTube. A HBO enviou aos críticos os primeiros sete episódios em DVD em dezembro de 2007.
A divisão de marketing multiplataforma e On Demand da HBO abordou o criador David Simon sobre a produção de conteúdo sob demanda exclusivo e três clipes prequelas curtos foram produzidos antes do enredo linear do programa. Os clipes foram disponibilizados via Amazon.com a partir de 5 de dezembro e por meio do serviço sob demanda da HBO a partir de 15 de dezembro.
O primeiro vídeo se passa em 1962 e se concentra nos dias de escola do traficante Proposition Joe; o segundo se passa em 1985 e se concentra em Omar Little cometendo um roubo precoce; o terceiro vídeo se passa em 2000 e mostra o primeiro encontro de Jimmy McNulty (interpretado por Dominic West) e Bunk Moreland (Wendell Pierce). Os clipes foram ao ar após os episódios da 5ª temporada, quando estrearam a partir de 6 de janeiro de 2008.

### Localizações
No evento Night at the Wire, os fãs puderam visitar a redação do Baltimore Sun construída para o show. O jornal real permitiu que o programa usasse seu nome, mas determinou que nenhum funcionário atual poderia aparecer na série. A redação era um cenário inteiramente construído no estúdio de som do show fora da cidade.
A redação real do Washington Post também foi apresentada, quando um repórter faz uma visita para uma entrevista. The Wire é a primeira produção a ter permissão para filmar no local; até mesmo o filme All the President's Men, que aborda o papel do jornal no escândalo Watergate, teve que construir um cenário para representar o jornal.

### Elenco
Houve rumores em agosto de 2007 que as estrelas de Homicide: Life on the Street Richard Belzer e Clark Johnson seriam estrelas convidadas na quinta temporada. Mais tarde, Johnson foi confirmado como integrante do elenco principal para interpretar Gus Haynes, "um editor da cidade que tenta manter a linha contra a cobertura cada vez menor, aquisições e pseudo-notícias". O New Yorker descreveu uma cena inicial da temporada em que Haynes reclama sobre um repórter inserindo uma boneca carbonizada em cenas de incêndios para obter mais simpatia de seus leitores. Johnson também dirigiu o episódio final do show. No episódio "Took", Belzer fez uma participação especial como John Munch, o detetive de polícia que ele interpretou desde 1993 em Homicide (1993–1999) e Law & Order: Special Victims Unit (1999–2013).
A maioria do elenco principal da quarta temporada voltou. Na frente policial, Dominic West voltou como Jimmy McNulty com uma participação maior do que a quarta temporada; John Doman como vice-comissário William Rawls; Seth Gilliam como sargento Ellis Carver do distrito ocidental; Corey Parker Robinson como o detetive Leander Sydnor da Unidade de Caso Principal; Deirdre Lovejoy como promotora Rhonda Pearlman ; Clarke Peters como o detetive veterano Lester Freamon; Wendell Pierce como o veterano detetive de homicídios Bunk Moreland; Lance Reddick como Coronel Cedric Daniels; e Sonja Sohn como Detetive Kima Greggs.
No enredo político, Aidan Gillen voltou como o ambicioso prefeito Tommy Carcetti; bem como Reg E. Cathey como o assessor político Norman Wilson; e Domenick Lombardozzi como o problemático investigador de defesa Thomas "Herc" Hauk.
Na rua, Jamie Hector voltou como o traficante do lado oeste Marlo Stanfield. Também retornaram para o enredo de rua Andre Royo como o viciado em heroína Bubbles; e Michael K. Williams como a lenda do submundo Omar Little.
Os ex-personagens recorrentes que se juntaram ao elenco principal foram Tristan Wilds como Michael Lee, Gbenga Akinnagbe como Chris Partlow, Jermaine Crawford como Duquan "Dukie" Weems, Isiah Whitlock Jr., Michael Kostroff como advogado de defesa Maurice Levy, e Neal Huff como chefe de gabinete do prefeito Michael Steintorf.
Além de Johnson, juntou-se ao elenco principal na história do jornalismo Tom McCarthy como repórter moralmente desafiado Scott Templeton e Michelle Paress como repórter Alma Gutierrez.
Os membros do elenco principal da 4ª temporada Frankie Faison, Jim True-Frost, Robert Wisdom e Chad L. Coleman, que interpretaram Ervin Burrell, Roland "Prez" Pryzbylewski, Howard "Bunny" Colvin e Dennis "Cutty" Wise, respectivamente, tiveram episódios recorrentes, mas não estrelando papéis na temporada.
Outras estrelas convidadas que retornaram incluem Steve Earle como o conselheiro antidrogas Walon; Anwan Glover como Slim Charles; Robert F. Chew como o traficante Proposition Joe; Method Man como o tenente das drogas Melvin "Cheese" Wagstaff ; Felicia Pearson como a executora criminal homônima Felicia "Snoop" Pearson; Chris Ashworth como ex-executor dos gregos Sergei "Serge" Malatov; Wood Harris como Avon Barksdale; Marlyne Afflack como presidente do conselho municipal Nerese Campbell; e Amy Ryan como a parceira doméstica de McNulty, Beadie Russell. O retorno das estrelas convidadas das temporadas anteriores foi descrito nas críticas como uma recompensa aos telespectadores fiéis.
Novas estrelas convidadas recorrentes incluíram David Costabile, Sam Freed, Bruce Kirkpatrick, Todd Scofield, Kara Quick e Donald Neal.
Continuando a tendência do programa de usar atores não profissionais e figuras da vida real de Baltimore, vários ex-repórteres do Baltimore Sun apareceram em papéis recorrentes. O escritor e ex-repórter político William F. Zorzi ganhou mais tempo na tela após sua participação especial na primeira temporada.
Steve Luxenberg, o editor responsável pela contratação de Simon no The Sun, também teve uma função. A esposa de Simon, Laura Lippman, também apareceu como repórter em uma cena inicial ao lado de Michael Olesker, outro ex-repórter do Sun. O advogado de Baltimore, Billy Murphy, apareceu como advogado do senador corrupto Clay Davis. O ex-comissário de polícia Ed Norris voltou em seu papel recorrente como detetive de homicídios com o mesmo nome.

#### Elenco principal
- Dominic West como Jimmy McNulty (10 episódios)
- Reg E. Cathey como Norman Wilson (10 episódios)
- John Doman como William Rawls (9 episódios)
- Aidan Gillen como Tommy Carcetti (10 episódios)
- Clark Johnson como Augustus Haynes (10 episódios)
- Deirdre Lovejoy como Rhonda Pearlman (9 episódios)
- Tom McCarthy como Scott Templeton (10 episódios)
- Clarke Peters como Lester Freamon (10 episódios)
- Wendell Pierce como Bunk Moreland (10 episódios)
- Lance Reddick como Cedric Daniels (9 episódios)
- Andre Royo como Reginald "Bubbles" Cousins (6 episódios)
- Sonja Sohn como Kima Greggs (10 episódios)
- Seth Gilliam como Ellis Carver (7 episódios)
- Domenick Lombardozzi como Herc (5 episódios)
- Michael K. Williams como Omar Little (6 episódios)
- Gbenga Akinnagbe como Chris Partlow (9 episódios)
- Jamie Hector como Marlo Stanfield (9 episódios)
- Neal Huff como Michael Steintorf (9 episódios)
- Jermaine Crawford como Dukie Weems (8 episódios)
- Corey Parker Robinson como Leander Sydnor (9 episódios)
- Tristan Wilds como Michael Lee (9 episódios)
- Michael Kostroff como Maurice Levy (5 episódios)
- Michelle Paress como Alma Gutierrez (10 episódios)
- Isiah Whitlock Jr. como Clay Davis (7 episódios)

### Equipe
O criador David Simon continuou a atuar como produtor executivo e apresentador do programa. Nina Kostroff Noble mais uma vez atuou como a outra produtora executiva do programa. Joe Chappelle reprisou sua função de co-produtor executivo e continuou a dirigir episódios. Ed Burns mais uma vez atuou como escritor e se juntou a Chappelle como co-produtor executivo. Karen L. Thorson voltou como produtora. George Pelecanos produziu apenas o sexto episódio da série - seu primeiro trabalho de produção desde a terceira temporada.
O jornalista político William F. Zorzi continuou a escrever para o programa e a guiar as histórias políticas. O aclamado romancista de ficção policial Pelecanos voltou como escritor e contribuiu com seu sétimo episódio para a série. Os colegas romancistas de Pelecanos , Richard Price e Dennis Lehane, também retornaram como escritores. Chris Collins voltou como redator da equipe e contribuiu com seu primeiro roteiro. David Mills contribuiu com um episódio, completando a equipe de roteiristas.
A nova estrela Clark Johnson também dirigiu o episódio final depois de dirigir o piloto anteriormente. Outros diretores que retornaram para a quinta temporada incluíram Ernest Dickerson, Anthony Hemingway, Agnieszka Holland, Dan Attias e Seith Mann. A estrela da série Dominic West fez sua estréia na direção. A equipe de direção de marido e mulher Scott e Joy Kecken também foram diretores pela primeira vez na quinta temporada.

## Episódios
| N.º na série | N.º na temp. | Título                  | Dirigido por              | Escrito por                    | Exibição original       | Audiência (milhões) |
| ------------ | ------------ | ----------------------- | ------------------------- | ------------------------------ | ----------------------- | ------------------- |
| 51           | 1            | "More with Less"        | Joe Chappelle             | David Simon & Ed Burns         | 6 de janeiro de 2008    | 1,23                |
| 52           | 2            | "Unconfirmed Reports"   | Ernest Dickerson          | David Simon & William F. Zorzi | 13 de janeiro de 2008   | 1,19                |
| 53           | 3            | "Not for Attribution"   | Scott Kecken & Joy Kecken | David Simon & Chris Collins    | 20 de janeiro de 2008   | 0,85                |
| 54           | 4            | "Transitions"           | Dan Attias                | David Simon & Ed Burns         | 27 de janeiro de 2008   | 1,28                |
| 55           | 5            | "React Quotes"          | Agnieszka Holland         | David Simon & David Mills      | 3 de fevereiro de 2008  | 0,53                |
| 56           | 6            | "The Dickensian Aspect" | Seith Mann                | David Simon & Ed Burns         | 10 de fevereiro de 2008 | 1,74                |
| 57           | 7            | "Took"                  | Dominic West              | David Simon & Richard Price    | 17 de fevereiro de 2008 | 0,57                |
| 58           | 8            | "Clarifications"        | Anthony Hemingway         | David Simon & Dennis Lehane    | 24 de fevereiro de 2006 | ASD                 |
| 59           | 9            | "Late Editions"         | Joe Chappelle             | David Simon & George Pelecanos | 2 de março de 2008      | 0,71                |
| 60           | 10           | "-30-"                  | Clark Johnson             | David Simon & Ed Burn          | 9 de março de 2008      | 1,10                |

## Recepção
A quinta temporada foi amplamente aclamada pela crítica, com uma pontuação de 89/100 com base em 24 avaliações no Metacritic. No Rotten Tomatoes, a temporada tem um índice de aprovação de 93% com uma pontuação média de 9,8/10 com base em 44 avaliações. O consenso crítico do site diz: " The Wire sai com um estrondo adequadamente ressonante em sua temporada final, manobrando habilmente motivos aventureiros e um elenco colorido de personagens para uma conclusão habilmente discreta."
Matt Roush, do TV Guide, fez uma avaliação favorável da série, chamando-a de "brilhantemente sombria" e uma "série marcante". Brian Lowry, da Variety, caracterizou o olhar da série para a mídia como o retrato mais realista de uma redação na história do cinema e da televisão.

### Prêmios e indicações
Prémio Emmy do Primetime de 2008
- Nomeada para Melhor Roteiro para Série Dramática (Ed Burns & David Simon) (Episódio: "30")

Writers Guild of America Award
- Nomeada para Melhor Série Dramática